# Schleswig-Holstein
Schleswig-Holstein (donjonjemački: Sleswig-Holsteen, sjevernofrizijski: Slaswik-Holstiinj, danski: Slesvig-Holsten) je najsjevernija savezna pokrajina SR Njemačke. Nakon Drugog svjetskog rata Kiel je postao glavni grad pokrajine Schleswig-Holstein. Prije je Kiel samo bio glavno sjedište pruskog predsjednika i sjedište vlade je tada bilo u Schleswigu. Schleswig-Holstein je s površinom od 15.761,4 km² najmanja pokrajina nakon Saarlanda. Na sjeveru graniči s Danskom a na jugu s njemačkim pokrajinama Hamburgom i Donjom Saskom te na jugoistoku s pokrajinom Mecklenburg-Zapadno Pomorje.

## Zemljopis
Schleswig-Holstein je južni dio poluotoka Jutland i sjeverni dio sjevernonjemačkog nizozemlja i nalazi se između Sjevernog mora i  Baltičkog mora. Gradić Nortorf geografska je sredina pokrajine.
Schleswig-Holstein se u povijesti dijelio na sljedeće pokrajine:
- Schleswig
- Holstein
- Lübeck
- i prijašnja vojvodina Lauenburg

Pokrajine Schleswig i Holstein dijelile su rijeke Eider i Levensau koje su isto tako označavale sjevernu granicu Svetog Rimskog Carstva (propalo 1806.) tj. Njemačke Konfederacije (1864.). Nakon što su se vojvodine Schleswig i vojvodine Holstein ujedinile i postale pruska provincija, vojvodina Lauenburg se 1876. pridružila i imala status okruga u Schleswig-Holsteinu.
1937. zakonom Veliki Hamburg Schleswig-Holsteinu je priključen Fürstbistum Eutin, hanzeatski grad Lübeck, Geesthacht, Großhansdorf i Schmalenbeck. Hamburgu su pripojeni Altona, Wandsbek i nekoliko općina kao Blankenese, koje su dosada pripadale Schleswig-Holsteinu.

### Krajolik
Krajolik u Schleswig-Holsteinu mijenja se od zapada prema istoku od močvare, visoki i niski Geest (neplodan prut) sve do Schleswig-Holsteinove zemlje brežuljaka (njem.: Schleswig-Holsteinische Hügelland).
Zemlja brežuljaka i Geest nastali su nakon zadnjeg Ledenog doba. Istočnije nalazi se otok Fehmarn koji je također nastao u vrijeme Ledenog doba. Najveća rijeka u Schleswig-Holsteinu je Eider a najveća uzvišica je Bungsberg sa 168 m.
Zapadnu obalu Schleswig-Holsteina opalakuje plitko more (njem.: Wattenmeer). Na sjeveru (Sjeverna Frizija) pred obalom se nalaze niz otoka i niski, travom obrastani otočići (njem.: Hallig) i poluotok Eiderstedt. Zapadna obala se još dijeli na sljedeće krajeve: Wiedingharde, Bökingharde prema jugu nalaze se  Nordergoesharde (koja je djelomično u Geestu), Südergoesharde (koja potpuno pripada Geestu) i otok Helgoland.
Južno od Sjeverne Frizije između ušća Eidera i Labe nalazi se Dithmarschen, koje se sastavlja od Sjevernog Ditmatrschena i Južnog Dithmarschena i prelazi u Elbmarschen, Wilstermarsch i Kremper Marsch.
Isto kao zapadni dio Schleswig-Holsteina istok je plodan. Zapadnu obalu dijele morski zaljevi u brežuljkaste poluotoke: Angeln, Schwansen, Dänischer Wohld i Wagrien. Kraj oko velikih jezera u Holsteinu se naziva holsteinova Švicarska, a kraj koji graniči s Geestom se zove Hüttener Berge.
Kraj Geest koji je radi loše kvalitete zemlje kasno osvojen za poljoprivredu, čak se može reći da pokušaj kolonizacije u 18. stoljeću nije uspio. Tako se nije razvila tradicionalna podjela zemlje. Spomenuti valja samo sljedeća tri kraja:
- Schleswigsche Geest kroz koje je išao promet između rijekama Schlei i Eider.
- Aukrug koji je danas park prirode
- Storman koji je danas istočni dio okruga Storman

### Zaštita prirode
U Schleswig-Holsteinu se nalazi Nacionalni park plitko more što je i najveći Nacionalni park u srednjoj Europi. U parku također postoje Biosferni rezervati. Također se u Schleswig-Holsteinu nalazi mali dio biosfernog rezervata rijeke Labe.
U zadnjih 80 godina nastalo je 189 oblasti pod prirodnom zaštitom i 275 zaštićene prirodne zone. Bez parka prirode zaštićeno je oko 2.000 km² od čega su 1.600 km² na moru.
Schleswig-Holstein ima su to još 5 parka prirode, od kojih ni jedan nije na moru:
- Hüttener Bergen
- Westensee
- Aukrug
- Holsteinischen Schweiz
- Lauenburgischen Seen

## Stanovništvo
U Schleswig-Holsteinu ima 2,82 milijuna stanovnika što je 179 stanovnika po km². Na sjeveru u Schleswigu živi danska manjina, a na Sjevernom moru i frizijska manjina. Starosjedioci Schleswig-Holsteina su saskog, frizijskog i jutckog porijekla. Tijekom Drugog svjetskog rata, točnije od 1939. do 1949., naseljavali su se izbjeglice iz Pomeranije i istočne Pruske te povećale broj stanovnika za 1,1 milijun.  
Demografija Schleswig-Holsteina odgovara ostatku SR Njemačke. 45,7 % žena je udano, 12,9 % udovice i 6,4 % rastavljeno. Kod muškaraca vrijede sljedeći postoci 47,7%, 2,6 % i 5,4 %.
Gustoća stanovnika je nejednaka. Najveća gustoća stanovnika je u gradovima koji ne pripadaju jednom okrugu i u okruzima Pinneberg i Stormarn koji su odmah do Hamburga, dok južni Schleswig i okrug Dithmarschen imaju najnižu gustoću stanovnika.
Schleswig-Holstein ima od zapadnih njemačkih saveznih pokrajina najmanji postotak (1994: 5,1%) stranaca, razlog tome je geografski položaj i slabi napredak gospodarstva. Od 140.000 stranaca je 22 % iz zemalja stare Europske unije. Najveću grupu stranca s 42.000 prave Turci, a njima slijedi s 14.000 stranci s područja bivše Jugoslavije.

## Povijest

### Prvo naseljavanje i nastanak Schleswiga i Holsteina
Schleswig-Holstein su nakon zadnjeg ledenog doba naselili lovci i skupljači. Od 4000. prije Krista naseljavali su se prvi seljaci, koji su sagradili između 3500 do 2800 megalitskih građevina, od kojih danas još 100 postoji. Do ranog srednjeg vijeka stvorile su se četiri grupa naroda i jezika. Sjevernije od linije Eider – Treene – Eckernförde sjeverno-germanski Danci i Juti, na sjeverozapadu Frizi, jugozapadnom dijelu do linije Eider – Kiel – Preetz – Eutin – Laba zapadnogermanski Sasi i u istočnom dijelu slavenski Bodrići. Tijekom Saskih ratova južni dio Schleswig-Holsteina je bio pod utjecajem Franačke države. Između 768. i 811.  franački kralj i kasnije car Karlo Veliki ratovao je protiv poganskih sjevernih Germana. Tijekom tih ratova je i sagrađen i takozvani Danewerk, koji je trebao biti štit od Sasa i Slavena. 811. je potpisan sporazum o miru u kojem je rijeka Eider bila granica između Danske i Franačke države. U 12. i 13. stoljeću sve se više ljudi naseljavalo na to područje i time je Eider zapravo izgubila svoj status granice. Unatoč tome je do kraja Svetog Rimskog Carstva (1806.) tj. do 1864., između vojvodine Schleswiga i vojvodine Holstein, Eider ostala formalna, pravnička granica, jer sjevernije od Eidera je vrijedilo Jutsko pravo. Tek su se uvođenjem Građanskog zakonika u 1900. Schleswig i Holstein i pravno približili.

### VladavinaSchauenburgera
Na početku 13. stoljeća danski je kralj pokušavao osvojiti Holstein. Nakon prvih uspjeha, je 1227. u bitki kod Bornhöveda doživio poraz. Oko 1400. danska je kraljica Margareta I. vratila Dansko pravo na leno u Schleswigu, ali su u međuvremenu grofovi Holsteina širili svoj utjecaj u Jutlandu. S time je kraljica Magareta I. morala priznati njihovo pravo na zemljište u Schleswigu.
1386. grofovi Schauenburger su Schleswig dobili kao danski leno i time je Schleswig prvi put bio sjedinjen s Holsteinom. 
Teritorijalna povijest Schleswiga i Holststeina obilježile su svađe oko podjele nasljedstva. Tek je dinastija Schauenburger ujedinila Schleswig i Holstein, tako da se u kasnom srednjom vijeku može govoriti jednom teritoriju.

### Danska vladavina
1460. je izumrla loza Schauenburger, pa je plemstvo Schleswig-Holsteina izabralo danskog kralja Kristijana I. za vladara. On je naime bio nećak posljednjeg Schauenburgera Adolfa VIII.
Ripenskim ugovor iz 1460. vojvodine Schleswig i Holstein ne smiju se razdvajati, tako da je Schleswig-Holstein do 1864. ostao u personalnoj uniji s Danskom. Danski kralj nije vladao kao kralj nad Schleswigom i Holsteinom nego kao vojvoda. Vojvodina Schleswig je dalje ostala danski leno a vojvodina Holstein je bila leno Svetog Rimskog Carstva Njemačke Nacije.
U ranom novom vijeku vojvodine Schleswig i Holstein opet se raspadaju u manja dijelove radi podjele nasljedstva. Najpoznatiji i najvažniji bili su vojvode od Gottorfera, koji su bili i zaslužni za osnivanje Kielskoga fakulteta.

### Nacionalizam i Njemački ratovi
U 19. stoljeću sve veći nacionalizam u Danskoj kao i u Njemačkoj vodi do dva rata. Nesporazum nije nastao oko Holsteina, koji je već od ranog srednjeg vijeka propadao Svetom Rimskom Carstvu i od 1815. Njemačkoj konfederaciji, iako je vladar Holsteina bio danski kralj. Sukob je izbio oko Schleswiga jer su i Njemačka (Pruska) i Danska htjele cijeli Schleswig. Na sjeveru Schleswiga živjeli su većinom Danci, a na jugu Nijemci.
Uwe Jens Lornsen (rođ. na Syltu) postao je 1830. vođa njemačkog dijela Schleswiga. Početkom 1840-ih godina pokušavali su danski i njemački nacionalni liberali doći do većeg utjecaja u Schleswigu, tako da je već tada nastao sukob između tih skupina. U sklopu Ožujske revolucije 1848. izbio je otvoreni sukob. U Kielu je osnovana privremena vlada koja je zagovarala da ujedinjen Schleswig-Holstein uđe u Njemačku konfederaciju, dok su u Kopenhagenu danski nacionalni liberali imenovali vladu koja je imala cilj da se Schleswig ustavno prisvoji Danskoj. Nespojivost tih dvaju zahtjeva dovela je do Rata u Schleswig-Holsteinu, u kojem su se njemačko stanovnici Schleswig-Holsteina uzaludno branili od danske nadmoći. Po planovima njemačkih nacionalnih liberala Schleswig je trebao postati član Njemačke konfederacije i zajedno s Holsteinom biti neovisna država kojom bi vladao vojvoda od Augustenburga. Po njemačkom je pravu on bio pravni nasljednik tih dviju kneževina, jer danski kralj i knez Fridrik VII. nije imao nasljednika. Po danskome pravu on bi međutim mogao biti samo vladar Holsteina ali ne i Schleswiga, jer je u Danskoj red nasljeđivanja mogla nastavljati i ženska linija.
U početku se njemački stanovnici Schleswig-Holsteina imali potporu narodne skupštine, ali radi pritiska drugih europskih velikih sila pruska vojska i savezne čete su se povukle i prepustile vladu u Kielu sudbini. Danska pobjeda kod Idstedta 1850. uništila je sve nade u jedan njemački Schleswig-Holstein. 2. srpnja 1850. sklopljen je Berlinski mir između Njemačke konfederacije i Danske. Unatoč tome konačno rješenje glede Schleswig-Holsteina nije postignuto.
U studenome 1863. Danska je donijela Ustav, koje je trebao vrijediti i za Schleswig. Time se nisu više držali sporazuma o miru iz 1851. godine. Pruski kancelar Bismarck iskoristio je tu priliku da riješi pitanje Schleswiga u njemačku korist. Bismarck je dao Danskoj kratki ultimatum i odmah nakon završetka ultimatuma Pruska i Austrija proglasile su rat protiv Danske. Njemačko-danski rat je u travnju 1864. završen pobjedom Pruske i Austrije. Pregovori o podijeli Schleswiga nisu doveli do nikakvog rezultata, tako da je Schleswig-Holstein bio pod zajedničkom upravom Pruske i Austrije, a ne, što je bio cilj, nezavisno vojvodstvo. Pojedini dijelovi Schleswiga su ostali danski: otok Ærø, sedam Kirchspiela južno od Koldinga i jedan mali dio sjevernije od Ripena. Za to danski kralj predaje danske enklave, koji nisu pripadali Schleswigu, (Lohharde, Mögeltonderharde (Møgeltønderherred), Listland na Syltu, Süd-Röm, Amrum, Westerland-Föhr).
Nakon Prusko-Austrijskog rata 1866. godine Schleswig-Holstein postaje pruska provincija a od 1871. dio Njemačkog Reicha. Glavno pitanje politike kancelara Bismarcka bilo je pitanje Schleswig-Holsteina, što je osnivanjem Njmeačkog Reicha riješeno.

### 20. stoljeće
Međunarodni nesporazum s Danskom završio je tek 1920. Pod pritiskom i nadzorom pobjedničkih sila Prvog svjetskog rata u sjevernom dijelu Schleswiga, po prusko-austrijskom dogovoru iz 1866., održan je referendum. Kako je Njemačka izgubila rat bila je u teškom položaju, tako da je morala priznati nepogodne izborne jedinice i time izgubila njemačko orijentirane gradove kao  Apenrade, Sonderburg i Tondern kao i njemačko orijentirane dijelove okruga Tonderna. Srednja izborna jedinica (s Flensburgom) odlučila se za Njemački Reich. Unatoč tim izborima konačni dogovor između Danske i Njemačke postignut je tek 1955., kada su riješena sva pitanja oko prava manjina.   
Pri kraju 1920tih godina, pogotovo na zapadnoj obali u Dithamrschenu, nacizam je imao svoju utvrdu. Krvava noć u Wöhrdenu nacisti su iskoristili za propagandu po cijeloj Njemačkoj.  Već 1930. je Njemačka Nacionalsocijalistička radnička stranka na izborima dobila 70 % glasova. Od 1938. su se i u Schleswig-Holsteinu palile sinagoge  i osnivali manji sabirni logori.
Poslije Drugog svjetskog rata Schleswig-Holstein je bilo glavno odredište za izbjeglice iz istočne Pruske, Pomeranije i Hamburžana koji su ostali bez kuće nakon bombardiranja. Od 1939. do 1949. broj stanovnika je narastao za 1,1 milijun na 2,7 milijuna stanovnika. 
26. veljače 1946. britanske okupacijske vlasti imenovale su u Schleswig-Holsteinu pokrajinsku vladu. Dan prije Saveznici su i formalno ukinuli Prusku. I s time Schleswig-Holstein nije više bio pruska provincija. Tek 23. kolovoza 1946. osnovana je samostalna zemlja Schleswig-Holstein, s odobrenjem saveznika, s glavnim gradom Kielom. 20. travnja 1947. je izabrana prva pokrajinska vlada, koja je pokrajinskom propisom iz 1949., odlučila da Schleswig-Holstein od 12. siječnja 1950. bude jedna od savezna pokrajina Njemačke.
29. ožujka 1955. potpisano je Bonnsko-Kopenhagensko objašnjenje kojim su Njemačka i Danska ugovorili da manjine druge nacionalnosti imaju posebnu zaštitu. To objašnjenje je i danas je model za dogovor među državama oko manjinskim pitanjima.
Jedan od najžeščih prosvjeda protiv atomskih centrala krajem 70tih i početkom 80tih su bile oko gradilišta Nuklearne elektrane Brokdorf
Najveća prirodna nepogoda u bližoj povijesti pokrajine je bila snježna katastrofa iz 1978./79.
Najveći skandal u poslijeratnoj povijesti je bila Barschel-Afera iz 1987./88., koja je imala svoj nastavak 1993. u Aferi ladica, morao je pokrajinski premijer Björn Engholm dati ostavku. Njegova nasljednica je bila Heide Simonis, koja je dosada jedina žena koja je ikada bila na tom mjestu.
U ožujku 2005. Schleswig-Holstein je opet bio u središtu interesa, kad Heide Simonis spektakularno nije opet izabrana za predsjednicu pokrajinske vlade od stane pokrajinskog sabora (Landtag) Schleswig-Holsteina. U Kielu je stvorena Velika koalicija CDU-a i SPD-a što je bio predznak i za rezultat njemačkih parlamentarnih izbora 2005.

## Znak suvereniteta
| Grb Pokrajine | Grb | Zastava Pokrajine | Službena zastava Schleswig-Holsteina |
| Grb pokrajine | Grb | Zastava pokrajine | Službena zastava Schleswig-Holsteina |

### Zastava
Zastava pokrajine sastoji se od tri vodoravnih traka. Gornja traka je plava, srednja bijela, a donja crvena. Boje su adaptirane iz grba pokrajine i prvi put su zastava koristili njemački stanovnici Schleswig-Holsteina 1840. g., na početku njemačko-danskih sukoba oko Schleswiga. Saveznici su nakon Drugog svjetskog rata  zastavu priznali 1949. Službena zastave Republike je s grbom i smiju ju koristiti samo službene oblasti. Zastavu pokrajine, koja je bez grba, smije svatko koristiti.

### Grbovi
Na grbu se vidi na desnoj strani holsteinski list koprive (njem.: Nesselblatt) i na lijevoj strani lava Schleswiga.

### Himna
Službeno se himna Schleswig-holsteina zove Wanke nicht mein Vaterland (hrv.: Ne teturaj, moja domovino), ali se većinom himna naziva Schleswig-Holstein meerumschlungen (hrv.:Schleswig-holstein okružena morom). Riječi himne je napisao Matthäus Friedrich Chemnitz a melodija je od Carla Gottlieba Bellmanna

## Jezici
Službeni jezik je njemački. Donjonjemački jezik govori se samo u nekim regijama, a danski, frizijski i romski su jezici manjina. U općinama blizu danskoj granici između Niebüll i Flensburg govori se još južnojutski jezik. 
Danski i frizijski govore se samo u sjevernom dijelu Schleswig-Holsteina, točnije u Schlesviškom kraju. U okrugu Sjeverna Frizija i na Helgolandu je od 2004. frizijski drugi službeni jezik. 
Do 12. stoljeća su na jugoistoku živjeli Slaveni, što se može prepoznati po imenima gradova, koji su slavenskog porijekla:  Lübeck, Laboe, Eutin, Preetz, Ratzeburg).

## Vjera
U Schleswig-Holsteinu stanovnici većinom pripadaju protestantskoj vjeroispovijesti. Prema podacima iz 2004. 56,3 % stanovnika su protestanti tj. pripadaju Sjevernoj Labskoj Evangeličko-luteranskoj Crkvi, 6,1 % su katolici, a preko 37 % ne pripada niti jednoj većoj vjerskoj zajednici.
25 000 stanovnika je islamske vjeroispovijesti, 15 000 su pripadnici Evangeličke
slobodne Crkve, 6 800 Evangeličko-luteranske danske Crkve, a ima i 1.800 Židova. 
Sjeverno Labska Evangeličko-luteranska Crkva dijeli se na tri dijela: Schleswig, Holstein-Lübeck i Hamburg. Svaki dio ima svog biskupa ili biskupicu. Katolička Crkva u Schleswig-Holsteinu pripada nadbiskupiji Hamburg.

## Podjela uprave
S godinama je u Schleswig-Holsteinu smanjen broj okruga sa 17 na 11, broj općina s 1 371 (1959.) na 1 131 (1994.) i od 199 služba na 119. Istodobne se povećala površina četiriju gradova bez okruga.  
31. prosinca 2002. Schleswig-Holstein je imao 11 okruga i 1 130 općina. 1 019 općina ima manje od 2.000 stanovnika i imaju počasnog gradonačelnika. 62 općine imaju status grada kojega dobiju ako imaju više od 10 000 stanovnika. Općine koje otprije imaju taj status, ali nemaju više potreban broj stanovnika, ga ne gube. 
U gradovima živi 1,5 milijun od 2,7 milijuna stanovnika pokrajine Schleswig-Holstein. Najviše stanovnika ima Okrug Pinneberg; 290.000. Najveću površinu ima Okrug Rendsburg-Eckernförde;2.400 km².

### Reforma okruga 2010.
Okruzi u metropolskoj regiji Hamburg raspravljaju o tome, da se ujedine u jedan veliki okrug. Isto tako se u pokrajinskom vijeću raspravlja o tome da se broj okruga smanji na šest do četiri i da se smanje gradove bez okruga na jedan ili dva. Predviđeno je da se godine 2010. osnuju novi okruzi, a u svibnju iste godine održe izbori za okružna vijeća.  

### Okruzi
(u zagradi je okružni grad i oznaka na automobilima)
1. Dithmarschen (Heide, HEI)
2. Vojvodstvo Lauenburg (Ratzeburg, RZ)
3. Sjeverna Frizija (Husum, NF)
4. Istočni Holstein (Eutin, OH)
5. Pinneberg (Pinneberg, PI)
 (s Helgoland)
6. Plön (Plön, PLÖ)
7. Rendsburg-Eckernförde (Rendsburg, RD)
8. Schleswig-Flensburg (Schleswig, SL)
9. Segeberg (Bad Segeberg, SE)
10. Steinburg (Itzehoe, IZ)
11. Stormarn (Bad Oldesloe, OD)

### Gradovi bez okruga
| - Flensburg (FL) - Kiel (KI) - Lübeck (HL) - Neumünster (NMS) |

Posebni status ima grad Norderstedt, koji je od 1. siječnja 2005. "Veliki grad u okrugu". Time je okrug Segeberg mogao predati Norderstedtu neke ovlasti, koje inače pripadaju u ovlasti okruga.

### Gradovi i općine
Veliki gradovi i općine
| Grad/ Općina     | Okrug                 | Broj stanovnika 31. prosinac 2000. | Broj stanovnika 30. rujan 2006. |
| ---------------- | --------------------- | ---------------------------------- | ------------------------------- |
| Kiel             | Kiel (grad)           | 232.612                            | 234.358                         |
| Lübeck           | Lübeck (grad)         | 213.399                            | 211.281                         |
| Flensburg        | Flensburg (grad)      | 84.281                             | 86.479                          |
| Neumünster       | Neumünster (grad)     | 79.831                             | 78.177                          |
| Norderstedt      | Segeberg              | 71.523                             | 71.550                          |
| Elmshorn         | Pinneberg             | 47.391                             | 48.267                          |
| Pinneberg        | Pinneberg             | 39.423                             | 41.778                          |
| Itzehoe          | Steinburg             | 33.549                             | 33.049                          |
| Wedel            | Pinneberg             | 32.060                             | 31.956                          |
| Ahrensburg       | Stormarn              | 29.117                             | 30.094                          |
| Geesthacht       | Herzogtum Lauenburg   | 29.106                             | 29.450                          |
| Rendsburg        | Rendsburg-Eckernförde | 29.321                             | 28.489                          |
| Henstedt-Ulzburg | Segeberg              | 24.950                             | 26.340                          |
| Reinbek          | Stormarn              | 24.570                             | 25.688                          |
| Bad Oldesloe     | Stormarn              | 23.314                             | 24.094                          |
| Schleswig        | Schleswig-Flensburg   | 25.093                             | 24.077                          |
| Eckernförde      | Rendsburg-Eckernförde | 23.304                             | 23.117                          |
| Husum            | Nordfriesland         | 20.994                             | 20.800                          |
| Heide            | Dithmarschen          | 20.530                             | 20.721                          |
| Quickborn        | Pinneberg             | 19.875                             | 20.188                          |

U Schleswig-Holsteinu postoji mnogo općina s manje od 500 stanovnika. Arnis je s 365 stanovnika najmanji njemački grad.
Wiedenborstel je najmanja samostalna općina Njemačke. U njoj postoji samo jedna kuća i zadnjih je godina imala dvoje do sedam stanovnika.

## Regije
- Angeln
- Danski Wohld
- Dithmarschen
- Eiderstedt
- Holsteinische Schweiz
- Elbmarschen
- Kneževina Lauenburg
- Sjeverna Frizija
- Probstei
- Schleswigska Geest
- Schwansen
- Steinburg
- Stormarn
- Wagrien
- Srednji Holstein

## Državni sustav

### Ustav
Prema članku 1 ustava, Schleswig-Holstein je dio Savezne Republike Njemačke. Nakon Afere Barschel (1987.) istražni je odbor predložio strukturnu promjenu pokrajinskog ustava. Komisija sastavljena od zastupnika različitih stranaka izradila je prijedloge o reformi ustava i pokrajinske skupštine, koje su 1989. predložili skupštini (Landtag) Schleswig-Holsteina. 30. svibnja 1990. promjene su usvojene. Od tog datuma ustav sadrži i državne ciljeve kao što su: zaštita frizijske i danske manjine (članak 5), podupiranje ravnopravnosti između spolova (članak 6), zaštita prirodnog temelja za život (članak 7) ili zaštita i podupiranje kulture (članak 9).
U usporedbi s drugim pokrajinskim ustavima u Njemačkoj, ovaj ustav ima elemente izravne demokracije. Kao i u svim drugim pokrajinama vlast pripada narodu, to znači, da narod na izborima odlučuje tko će vladati.
Ako se teritorijalne granice njemačkih saveznih pokrajina izmjene odnosno rekonstruiraju, mora se donijeti novi ustav, jer stari je nevažeći.

### Pokrajinska skupština i vlada
Pokrajinska skupština Landtag bira predsjednika pokrajinske vlade i ima 69 zastupnika. Narod na izborima bira pokrajinski sabor prema proporcionalnom izbornom sustavu.
Pokrajinska vlada je izvršna vlast, a čine ju predsjednik pokrajinske vlade i ministri. Predsjednika vlade imenuje skupština apsolutnom većinom glasova. Ako u prvom krugom nijedan kandidat ne dobije apsolutnu većinu, tada se ponovo glasa. Ako ni u drugom krugu nitko ne dobije apsolutnu većinu dovoljna je obična većina glasova.

### Sudbena vlast
Kao mala pokrajina Schleswig-Holstein ima samo jedan Prizivni sud sa sjedištem u Schleswigu. Tek je 1991. osnovan Upravni sud također u Schleswigu. Dotada je nadležan bio Upravni sud u Lübecku, koji je također bio nadležan za Donju Sasku.
Schleswig-Holstein je jedina njemačka savezna pokrajina koja nema Ustavnog suda tako da je za sva ustavna pitanja izravno nadležan njemački Savezni ustavni sud (Bundesverfassungsgericht) u Karlsruheu. O osnivanju pokrajinskog Ustavnog suda Schleswig-Holsteina raspravljalo se već 1990. u sklopu reforme ustava, ali se nije ostvarilo, jer prijedlog nije dobio dvotrećinsku većinu glasova. U studenome 2004. iznova je otvoreno pitanje ustavnog suda
jer procesi na Saveznom ustavnom sudu traju godinama. Isto tako pokrajinska skupština Schleswig-Holsteina smatra da na Saveznom ustavnom sudu nema dovoljno sudaca iz njihove pokrajine.
Prema koalicijskim ugovoru između CDU-a i SPD-a od 16. travnja 2005. treba se osnovati pokrajinski ustavni sud u kojem bi suci radili počasno.

### Izravna demokracija

#### Inicijativa iz naroda (Volksbegehren)
Svi građani imaju pravo predložiti prijedloge pred pokrajinskom skupštinom. Čak se može predložiti zakon, s objašnjenjem, koji nije protiv temeljnog načela demokracije i socijalne države. Jednu inicijativu mora podržati najmanje 20 000 građana i njihovi zastupnici imaju pravo govoriti pred pokrajinskim saborom. 
Inicijative o državnom proračunu, plaćama ministara kao i plaćama u javnim službama nisu dopuštena.

#### Narodna odluka (Volksentscheid)
Ako pokrajinski sabor ne prihvati u roku od četiri mjeseca prijedlog zakona, onda zastupnici inicijative smiju pokrenuti narodnu odluku. Pokrajinski sabor odlučuje je li narodna odluka pravedna. Ako 5 % građana s pravom glasa, u roku od pola godine, glasaju za narodnu odluku, bit će ista ostvarena.
Ako se ostvari narodna odluka onda se u roku od devet mjeseci mora glasati o zakonu ili novom prijedlogu. Pokrajinski sabor može istovremeno predložiti zakon ili prijedlog za glasanje. Narodne odluke nema, ako je pokrajinski sabor već prihvatio zakon ili ako Savezni ustavni sud na prijedlogu pokrajinskog sabora ili vlade odluči da je narodna odluka protiv ustava.   
Prijedlog zakona ili drugi prijedlozi se samo usvoje uz pomoć narodne odluke, ako većina onih koji su glasovali, ali najmanje jedna četvrtina svih građana s pravom glasa, pristane na prijedlog. Za mijenjanje ustava narodnom odlukom potrebno je dvije trećine svih glasova pod uvjetom da je glasalo najmanje 50% svih građana s pravom glasa.

### Zakonodavstvo
Zakone može predlagati pokrajinska skupština, pojedinci ili grupa zastupnika pokrajinskog sabora ili kroz inicijativu naroda. O zakonima odlučuje pokrajinski sabor ili narodna odluka. 
Za mijenjanje ustava potrebno je dvije trećine glasa pokrajinskog sabora i odobrenje naroda.

## Politika
Poslije Drugog svjetskog rata stranka Gesamtdeutscher Block/Bund der Heimatvertriebenen und Entrechteten (stranka koja je zastupala interese izbjeglica iz Pomeranije itd.) imala 25 % glasova. Integracijom izbjeglica stranka je izgubila svoje glasače i nestala s političke scene.
U Schleswig-Holsteinu FDP-a i Zeleni  dobivaju manje glasova nego u drugim pokrajinama Njemačke. Regionalna podjela glasova je jako različita. Dok se u gradovima bez okruga i u blizini Hamburga pretežno bira SDP, u okruzima Sjeverna Frizija i Dithmarschen kao i seoskim općinama okruga Steinburg, Rendsburg-Eckernförde i Segeberg pretežno se bira CDU.
Stranka Južno Schleswiški birački savez, koji zastupa dansku i jedan dio frizijske manjine, ne treba dobiti više od 5 % glasova da uđe u pokrajinsku skupštinu.
Politika pokrajine Schleswig-Holstein usredotočila je na suradnju s gospodarskim jačim Hamburgom.  Usprkos tome postoji skepsa prema planiranom ujedinjenju tih dviju pokrajina, iako je prema zadnjim anketama već 52 % građana Schleswig-Holsteina bilo za ujedinjene u tzv. Nortstaat ˙(hrv.: Sjeverna Država).

### Pokrajinska vlast
Vlast od 27. travnja 2005. obnaša velika koalicija CDU-a i SPD-a:
- Peter Harry Carstensen (CDU), predsjednik pokrajinske vlade;
- Ute Erdsiek-Rave (SPD), ministrica obrazovanja i žena i zamjenica predsjednika vlade
- Rainer Wiegard (CDU), ministar financija,
- Dr. Ralf Stegner (SPD), ministar unutrašnjih poslova
- Uwe Döring (SPD), ministar za pravo, rad i Europu,
- Dr. Christian von Boetticher (CDU), ministar poljoprivrede, okoliša i seoskih regija,
- Dr. Gitta Trauernicht (SPD), ministrica socijalne skrbi, zdravstva, obitelji, mladih i seniora,
- Dietrich Austermann (CDU), ministar znanosti, gospodarstva i prometa.

### Dosadašnji predsjednici pokrajinskih vlada
- 1945. – 1947.: Theodor Steltzer, SPD
- 1947. – 1949.: Hermann Lüdemann, SPD
- 1949. – 1950.: Bruno Diekmann, SPD
- 1950. – 1951.: Walter Bartram, CDU
- 1951. – 1954.: Friedrich-Wilhelm Lübke, CDU
- 1954. – 1963.: Kai-Uwe von Hassel, CDU
- 1963. – 1971.: Helmut Lemke, CDU
- 1971. – 1982.: Gerhard Stoltenberg, CDU,
- 1982. – 1987.: Uwe Barschel, CDU
- 1987. – 1988.: Henning Schwarz, (2. listopada – 31. svibnja)
- 1988. – 1993.: Björn Engholm, SPD
- 1993. – 2005.: Heide Simonis, SPD
- od 2005.: Peter Harry Carstensen, CDU

## Gospodarstvo
Schleswig-Holstein je tradicionalno manje razvijena pokrajina sa samo dva velika grada, Kielom i Lübeckom. Proizvodna industrija razvila se relativno kasno tako da mnogo stanovništa i dalje radi u poljoprivredi. Poznato je holstein-frizijsko govedo.
Ujedinjenjem Njemačke Schleswig-Holstein nije više dobivao pomoć, nego je morao plaćati, što je negativno utjecalo na gospodarstvo. Dodatno se smanjivala vojska i mornarica što je također imalo negativan afekt. 
Schleswig-Holstein se može podijeliti u tri gospodarske zone:
1. Gospodarsko jaka zona oko Hamburga (sa strojogradnjom i tercijarnim sektorom),
2. Gospodarsko slabu zapadnu obalu (poljoprivreda, turizam, energija vjetra)
3. i luke na istočnoj obali (Flensburg, Kiel i Lübeck) s trgovinom, prometom i brodogradnjom.

U zadnjim godinama trgovina na Baltičkome moru dobila je na značenju. Pogotovo je luka u Lübecku važan put prema Skandinaviji, Finskoj, Rusiji i baltičkim zemljama. Kiel je poslije Rostocka najvažnija trajektna luka.
U Schleswig-Holsteinu nalazi se dvije trećine brodova za lovljenje ribe i oko jedna četvrtina brodarskih društva. 20 % prometa u brodogradnji ostvari se u Schleswig-Holsteinu.
Schleswig-Holstein ima tri nuklearne elektrane, u Brunsbüttelu, Brokdorfu i Krümmelu.
Turizam u Schleswig-Holsteinu ima veću značenje nego u drugim pokrajinama. 2002. 8 800 zaposlenih privrijedilo je 5,2 milijarde eura što je iznosilo 4,6 % narodnog dohotka (savezni prosjek je 2,8 %). Naročito su sjeverni frizijski otoci (na primjer: Sylt) privlačni za turiste, pogotovo za njemačke turiste, ali i na Baltičkom more doalzi također velik broj turista u mjesta kao što su: Timmendorfer Strand, Ostseebad Laboe, Eckernförde ili Glücksburg.

### Deset najvećih poslodavaca u Schleswig-Holsteinu prema broju zaposlenih (2006.)
1. Sveučilišna Klinika Schleswig-Holstein, Kiel/Lübeck, 10 706 zaposlenih
2. Deutsche Post World Net, Bonn, 7 050 zaposlenih
3. coop eG, Kiel, 6 385 zaposlenih
4. Deutsche Telekom AG, Bonn, 5 637 zaposlenih
5. Damp Holding AG, Damp, 4 416 zaposlenih
6. Bockholdt-Gruppe GmbH, Lübeck, 4 352 zaposlenih
7. Drägerwerk AG, Lübeck, 3 488 zaposlenih
8. Deutsche Bahn AG, Berlin, 3 150 zaposlenih
9. Howaldtswerke-Deutsche Werft GmbH, Kiel, 2 974 zaposlenih
10. Ethicon GmbH, Norderstedt, 2 500 zaposlenih

## Vanjske poveznice
- Schleswig-Holstein.de  Arhivirana inačica izvorne stranice od 16. travnja 2015. (Wayback Machine)
- Pokrajinska vlada
- Povijest pokrajine  Arhivirana inačica izvorne stranice od 2. siječnja 2006. (Wayback Machine)
- Statistička služba za Schleswig Holstein i Hamburg
- Muzeji u Schleswig-Holsteinu